# Equivalente matrices
Binnen de lineaire algebra, een deelgebied van de wiskunde, heten de {\displaystyle m\times n}-matrices {\displaystyle A} en {\displaystyle B} equivalent als er een inverteerbare {\displaystyle m\times m}-matrix {\displaystyle P} en een inverteerbare {\displaystyle n\times n}-matrix {\displaystyle Q} bestaan, zodanig dat
{\displaystyle B=PAQ}
Equivalente matrices kunnen gezien worden als matrices van dezelfde lineaire afbeelding, maar ten opzichte van verschillende bases. Dat kan ingezien worden door de keuze van bases {\displaystyle v_{1}} en {\displaystyle v_{2}} van {\displaystyle n} vectoren in {\displaystyle V,} en {\displaystyle w_{1}} en {\displaystyle w_{2}} van {\displaystyle m} vectoren in {\displaystyle W,} zodanig dat de matrices {\displaystyle Q} en {\displaystyle P} basistransformaties zijn,
{\displaystyle Q=K_{v_{1}}K_{v_{2}}^{-1}\quad } van de overgang van {\displaystyle v_{1}} op {\displaystyle v_{2}}
en
{\displaystyle P=K_{w_{2}}K_{w_{1}}^{-1}\quad } van de overgang van {\displaystyle w_{1}} op {\displaystyle w_{2}}
Daarin zijn
{\displaystyle K_{v_{1}}:V\to \mathbb {R} ^{n}}
{\displaystyle K_{v_{2}}:V\to \mathbb {R} ^{n}}
{\displaystyle K_{w_{1}}:W\to \mathbb {R} ^{m}}
{\displaystyle K_{w_{2}}:W\to \mathbb {R} ^{m}}
de betrokken coördinatiseringen. Dan is
{\displaystyle B=PAQ=K_{w_{2}}K_{w_{1}}^{-1}AK_{v_{1}}K_{v_{2}}^{-1},}
dus
{\displaystyle K_{w_{2}}^{-1}BK_{v_{2}}=K_{w_{1}}^{-1}AK_{v_{1}}={\mathcal {L}}:V\to W}
een lineaire afbeelding die met betrekking tot de verschillende bases wordt voorgesteld door zowel {\displaystyle A} als door {\displaystyle B.}

## Equivalentierelatie
De relatie van equivalentie tussen matrices is inderdaad een equivalentierelatie, want:
- (Reflexiviteit) Elke matrix is equivalent met zichzelf; kies voor {\displaystyle P} en {\displaystyle Q} de geschikte eenheidsmatrices.
- (Symmetrie) Als {\displaystyle A} equivalent met {\displaystyle B,} is ook {\displaystyle B} equivalent met {\displaystyle A,} want {\displaystyle P} en {\displaystyle Q} zijn beide inverteerbaar, dus

{\displaystyle A=P^{-1}BQ^{-1}}
- (Transiviteit) Als {\displaystyle A} equivalent is met {\displaystyle B,} en {\displaystyle B} equivalent met {\displaystyle C,} geldt:

{\displaystyle B=PAQ}
en 
{\displaystyle C=RBS},
zodat 
{\displaystyle C=(RP)A(QS)}
en dus is ook {\displaystyle A} equivalent met {\displaystyle C.}

## Eigenschap
Equivalente matrices hebben dezelfde rang. 